# Prefontaine
Prefontaine es una película biográfica sobre el corredor Steve Prefontaine. Se rodó en 1997 y fue dirigida por Steve James.
El papel protagonista lo interpreta Jared Leto. Relata la vida del mediofondista estadounidense Steve Prefontaine, un carismático atleta que fue cuarto clasificado en los 5.000 metros de los Juegos Olímpicos de Múnich (1972) y que falleció en un trágico accidente de coche con solo 24 años y en la cima de su carrera. 

## Sinopsis
Narra la lucha de un hombre por lograr la medalla de oro en los Juegos Olímpicos. Steve Prefontaine es engreído, carismático y duro. Desafía las reglas, extrema los límites y derriba récords para transformarse en uno de los más grandes corredores de larga distancia de la historia. Su camino a la victoria está plagado de tragedias, controversias y heridas.